# Diodo térmico
El término "Diodo Térmico" es usado para dispositivos que permiten que el calor fluya preferentemente en una sola dirección. El término también puede ser usado para describir un diodo semiconductor en referencia al efecto térmico o función, uno de ellos puede ser usado para describir ambas situaciones donde el diodo eléctrico es usado como bomba de calor o enfriador termoeléctrico.

## Flujo térmico en una sola dirección
Un diodo térmico es un dispositivo cuya resistencia térmica es diferente en un sentido u otro dependiendo de la dirección del flujo de temperatura. Cuando la primera terminal de un diodo térmico es más cálida que la segunda, el calor fluye con más facilidad del primero al segundo, cuando la senda terminal es más caliente que la primera, poco calor fluye de la segunda a la primera.
Este efecto fue observado por primera vez en la interfaz cobre-oxido cuproso por Chauncey Starr en 1930. A principios del 2002, modelos teóricos fueron propuestos para explicar este efecto. En 2006, el primer microscopio de estado sólido de diodos térmicos fue construido. En abril de 2015, investigadores italianos del CNR anunciaron el desarrollo de un diodo térmico, publicando sus resultados en Nature Nanotechnology.

## Diodo eléctrico térmico
Un transductor embebido en un microprocesador usado para monitorear la temperatura del procesador también es conocido como diodo térmico.
La aplicación de un diodo térmico está basado en que los diodos eléctricos cambian de voltaje a través de él de acuerdo a la temperatura. Cuando la temperatura incrementa, el voltaje hacia adelante decrementa. Teniendo un ciclo de reloj alto, los microprocesadores encuentran cargas térmicas elevadas por lo tanto los diodos térmicos son utilizados para monitorear los límites de temperatura. Como es un sensor localizado directamente en el procesador, provee lecturas de CPU y GPU locales. La unión de temperatura se puede determinar pasando una corriente a través del diodo y midiendo el voltaje a través. 
La misma tecnología es usada en circuitos integrados dedicados a medir la temperatura.

## Avances
En el 2009 un equipo el MIT trabajó en la construcción de diodos térmicos que convierten el calor en electricidad a temperaturas más bajas que antes, esto puede ser usado en la construcción de motores o en la producción de electricidad. La eficiencia de los diodos térmicos presentes es cerca del 18% con rangos entre los 200 y 300 grados celsius.